# Луи Кэлхерн
Луи́ Кэ́лхерн (англ. Louis Calhern; 19 февраля 1895, Бруклин, Нью-Йорк — 12 мая 1956, Токио) — американский актёр театра и кино.

## Биография
Карл Генри Фогт (настоящее имя актёра) родился в Нью-Йорке 19 февраля 1895 года, но уехал оттуда с семьёй в Сент-Луис (штат Миссури) ещё будучи ребёнком. В школе проявил актёрские таланты, перед началом войны вернулся в Нью-Йорк, где начал выступать на театральных подмостках, но в связи с началом военных действий был призван в армию, служил во Франции.
После окончания войны вернулся в США, с 1921 года начал сниматься в фильмах. Появившись в пяти лентах, на восемь лет ушёл из кинематографа и вернулся лишь в 1931 году, когда кино уже стало звуковым. Поначалу имел амплуа серьёзных аристократов, но потом смог доказать режиссёрам свою разноплановость.
В 1951 году номинировался в категории «Лучший актёр» на «Оскар» и на «Золотой глобус» за роль в фильме «Великолепный янки», но ни там, ни там не получил награды.
В мае 1956 года Луи Кэлхерн находился в японском городе Нара на съёмках фильма «Чайная церемония», когда с ним случился сердечный приступ. Актёр был срочно отправлен в больницу Токио, но 12 мая скончался. Роль Кэлхерна в этой ленте была передана актёру Полу Форду. В 1949 году сам Кэлхерн точно так же заменил актёра Фрэнка Моргана, который также скончался от внезапного сердечного приступа на съёмках «Энни получает ваше оружие». Похоронен Кэлхерн на кладбище «Голливуд навсегда».

### Личная жизнь
Луи Кэлхерн был женат четыре раза, все его браки окончились разводами:
- 1926—1927 — Илка Чейз, актриса и писательница.
- 1927—1932 — Джулия Хойт[англ.], актриса.
- 1933—1942 — Натали Шафер, актриса. Кэлхерн так никогда и не узнал, что эта его супруга была на 12 лет старше, чем говорила о себе. То есть он женился не на 20-летней девушке, а на 32-летней женщине[3].
- 1946—1955 — Марианна Стюарт[англ.], актриса.

## Роли в театре
- 1944 — Якобовский и полковник — полковник Тадеуш Болеслав Стербиньский — Martin Beck Theatre (режиссёр Элиа Казан)
- 1946 — Великолепный янки Эммета Лавери — мистер Джастис Холмс — Royale Theatre (режиссёр Артур Хопкинс)
- 1948 — The Survivors Питера Виртела, Ирвина Шоу и Мартина Гейбела — Винсент Киз — Playhouse Theatre (режиссёр Мартин Гейбел)
- 1948 — The Play's the Thing Ференца Мольнара — Шандор Тураи — Booth Theatre (режиссёр Гилберт Миллер)
- 1950—1951 — Король Лир Шекспира — Лир — National Theatre (режиссёр Джон Хаусман)
- 1955 — The Wooden Dish Эдмунда Морриса — Лон (Поп) Деннисон — Booth Theatre

## Избранная фильмография
За 27 лет в кино Луи Кэлхерн снялся в 72 фильмах.
- 1921 — Пятно[англ.] / The Blot — Фил Уэст
- 1931 — Безумная блондинка[англ.] / Blonde Crazy — Дэн Баркер
- 1932 — Ночь после ночи[англ.] / Night After Night — Дик Болтон
- 1932 — 20 000 лет в Синг-Синге / 20,000 Years in Sing Sing — Джо Финн
- 1932 — Фриско Дженни[англ.] / Frisco Jenny — Стив Даттон, адвокат
- 1933 — Утиный суп / Duck Soup — Трентино, посол
- 1934 — Граф Монте-Кристо / The Count of Monte Cristo — Реймонд де Вильфор-младший
- 1934 — Человек с двумя лицами[англ.] / The Man with Two Faces — Стэнли Вэнс
- 1934 — Романы Челлини / The Affairs of Cellini — Оттавиано
- 1935 — Гибель Помпеи[англ.] / The Last Days of Pompeii — Аллус Мартий, префект
- 1936 — Великолепная инсинуация[англ.] / The Gorgeous Hussy — Сандерленд
- 1937 — Жизнь Эмиля Золя / The Life of Emile Zola — майор Дорт
- 1939 — Хуарес / Juarez — ЛеМарк
- 1939 — Девушка с Пятой авеню[англ.] / 5th Ave Girl — доктор Кесслер
- 1940 — Я забираю эту женщину[англ.] / I Take This Woman — доктор Дювин
- 1940 — Магическая пуля доктора Эрлиха[англ.] / Dr. Ehrlich’s Magic Bullet — доктор Брокдорф
- 1943 — Небеса могут подождать / Heaven Can Wait — Рэндольф ван Клив
- 1944 — Мост короля Людовика Святого[англ.] / The Bridge of San Luis Rey — вице-король Дон Андре
- 1944 — Вступайте в ряды армии[англ.] / Up in Arms — полковник Фил Эшли
- 1946 — Дурная слава / Notorious — Пол Прескотт
- 1948 — Триумфальная арка / Arch of Triumph — полковник Борис Морозов
- 1949 — Рыжий пони[англ.] / The Red Pony — дедушка
- 1949 — Красный Дунай / The Red Danube — полковник Пиньев
- 1950 — Нэнси едет в Рио[англ.] / Nancy Goes to Rio — Грегори Эллиотт
- 1950 — Энни получает ваше оружие[англ.] / Annie Get Your Gun — Буффало Билл
- 1950 — Асфальтовые джунгли / The Asphalt Jungle — Алонсо Эммерих
- 1950 — Её собственная жизнь[англ.] / A Life of Her Own — Джим Леверсоу
- 1950 — ? / англ. Devil's Doorway — Верн Кулан, адвокат
- 1950 — Великолепный янки[англ.] / The Magnificent Yankee — Оливер Уэнделл Холмс-младший, судья
- 1951 — Человек в плаще[англ.] / The Man with a Cloak — Чарльз Франсуа Тевене
- 1952 — Мы не женаты! / We’re Not Married! — Фредерик Мелроуз, миллионер
- 1952 — Пленник Зенды[англ.] / The Prisoner of Zenda — полковник Запт
- 1952 — Злые и красивые / The Bad and the Beautiful — отец Джорджии Лоррисон (озвучивание, в титрах не указан)
- 1953 — Юлий Цезарь / Julius Caesar — Юлий Цезарь
- 1954 — Рапсодия / Rhapsody — Николас Дюран
- 1954 — Административная власть / Executive Suite — Джордж Найл Касуэлл[4]
- 1954 — Принц-студент[англ.] / The Student Prince — король Карлсберга
- 1954 — Преданные[англ.] / Betrayed — генерал Тен Эйк
- 1954 — Афина[англ.] / Athena — дедушка Улисс Малвейн
- 1955 — Блудный сын[англ.] / The Prodigal — Нариб
- 1955 — Школьные джунгли / Blackboard Jungle — Джим Мёрдок
- 1956 — Навсегда, дорогой[англ.] / Forever, Darling — Чарльз Бьюэлл
- 1956 — Высшее общество / High Society — дядюшка Вилли